# Гораи
Гораи — деревня в Горайской волости Островского района Псковской области России. 

## География
Расположена в 30 км к юго-востоку от города Остров и в 6 км к юго-востоку от волостного центра, села Крюки.

## Население
| 2001 | 2002 | 2010 |
| ---- | ---- | ---- |
| 179  | ↘149 | ↘121 |

Численность населения деревни по состоянию на 2000 год составляет 179 жителей.

## История
До 3 июня 2010 года деревня Гораи была административным центром Горайской волости (до её объединения с Синерецкой волостью и частью Бережанской волости, где и находился современный административный центр волости — деревня Крюки).